# Marokkanische Fußballnationalmannschaft (U-23-Männer)
Die marokkanische U-23-Fußballnationalmannschaft ist eine Auswahlmannschaft marokkanischer Fußballspieler, die der Fédération Royale Marocaine de Football unterliegt. Sie repräsentiert den Verband bei internationalen Freundschaftsspielen wie auch von 1991 bis 2015 bei den Afrikaspielen, von 1992 bis 2008 bei der Qualifikation für die Olympischen Sommerspiele und seit 2011 beim U-23-Afrika-Cup, welcher seit dem über die Teilnahme an den Olympischen Sommerspielen entscheidet.

## Geschichte

### Afrikaspiele
In der Qualifikation für die Turniere im Jahr 1991 bis 2003 zog sich die Mannschaft bereits von dieser zurück, noch bevor die Auslosung stattfand. Danach ist nicht bekannt, dass die Mannschaft jemals wieder an der Qualifikation zu einer Austragung der Afrikaspiele teilnahm. Seit den Spielen 2019 ist es die Aufgabe der U-20 sich für den Wettbewerb zu qualifizieren.

### Olympia-Qualifikation
In der Qualifikation für die Olympischen Spiele 1992, stieg die Mannschaft zur zweiten Runde ein, wo man dann im Hinspiel bereits gegen Mauretanien einen 6:0-Sieg hinlegte. So reichte dann auch ein 0:0 im Rückspiel zum Weiterkommen. In der Dritten Runde ging es durch einen walkover über den eigentlich zugelosten Gegner Togo, dann auch direkt ohne eigenes Spiel weiter. Als letzte Hürde nahm man dann noch Kamerun in der vierten Runde, welche am Ende auch mit 2:1 besiegt werden konnten. Damit qualifizierte sich die Mannschaft so für die Olympischen Sommerspiele 1992.
Bei dem Qualifikationsturnier zu den Spielen im Jahr 1996 wiederum, scheiterte die Mannschaft bereits in seiner ersten Runde mit 1:2 am Senegal. In der Qualifikation zu den Spielen im Jahr 2000 wiederum ging es in der ersten Runde per walkover direkt über die DR Kongo weiter. In der danach ausgetragenen Gruppe sicherte sich am Ende die Mannschaft mit 13 Punkten den ersten Platz und konnte so wieder an den Olympischen Sommerspielen teilnehmen.
In der ersten Runde der Qualifikation für die Spiele 2004, gelang dann in der ersten Runde ein Sieg über den Gambia auch wieder ein Sieg in der darauffolgenden Gruppenphase und somit die zweite Qualifikation für die Olympischen Sommerspiele in folge. Anschließend traf man dann nun bei dem Qualifikationsspielen für die Spiele 2008 in der zweiten Runde auf Ruanda, gegen welche man mit 4:0 nach Hin- und Rückspiel gewinnen konnte. Diesmal reichte es aber nicht für den Gruppensieg und man musste Kamerun, welche vier Punkte mehr hatten den Vortritt geben.
Seit den Spielen 2012 erfolgt, die Qualifikation über den U-23-Afrika-Cup.

### U-23-Afrika-Cup
Bei der Qualifikation für die erste Austragung des U-23-Afrika-Cup im Jahr 2011, wurde die Mannschaft als gesetztes Team in der ersten Runde gegen Mosambik gelost. Hier gelang ein lockerer 3:2-Sieg nach Hin- und Rückspiel. Auch in der zweiten Runde lief es gut und mit 3:2 gewann man dann hier auch über die DR Kongo. Somit qualifizierte sich die Mannschaft auch für die Endrunde. Anfang Oktober 2011 wurde dann Marokko sogar als Gastgeber der Endrunde im Dezember des Jahres ausgewählt. Weil Ägypten diese dann doch nicht ausrichten konnte. In der Gruppenphase sicherte sich die Mannschaft hier dann mit sechs Punkten den zweiten Platz und erreichte nur durch das schlechtere Torverhältnis gegenüber dem Senegal nicht den ersten Platz. Im Halbfinale traf man dann hier auf Ägypten, welche mit 3:2 geschlagen werden konnten. Im Finale unterliegt die Mannschaft schließlich dann jedoch mit 1:2 Gabun. Jedoch reichte auch hier der zweite Platz um sich für die Olympischen Sommerspiele 2012 zu qualifizieren.
Bei der Qualifikation für das nächste Turnier, durfte die Mannschaft dann zur dritten Runde einsteigen. Hier scheiterte die Mannschaft jedoch mit 1:2 an Tunesien und verpasste so knapp die Qualifikation für das nächste Turnier. So nahm man dann in der Qualifikation für das Turnier im Jahr 2019 ab der zweiten Runde teil unterlag hier aber der DR Kongo. Diese Niederlage wurde nachträglich aber rückgängig gemacht, weil von Seiten der Gegner-Mannschaft ein zu alter Spieler eingesetzt wurde. In der dritten Runde schied man dann jedoch mit 1:2 gegen Mali aus.
Bei der Austragung im Jahr 2023 war Marokko als Ausrichter wieder als Teilnehmer bereits gesetzt.

## Ergebnisse bei Turnieren
| Jahr | Platzierung        |
| ---- | ------------------ |
| 1991 | nicht teilgenommen |
| 1995 | nicht teilgenommen |
| 1999 | nicht teilgenommen |
| 2003 | nicht teilgenommen |
| 2007 | nicht teilgenommen |
| 2011 | nicht teilgenommen |
| 2015 | nicht teilgenommen |

| Jahr | Platzierung        |
| ---- | ------------------ |
| 2011 | 2. Platz           |
| 2015 | nicht qualifiziert |
| 2019 | nicht qualifiziert |
| 2023 | 1. Platz           |